# Dactylella rhopalota
Dactylella rhopalota är en svampart som beskrevs av Drechsler 1943. Dactylella rhopalota ingår i släktet Dactylella och familjen vaxskålar.   Inga underarter finns listade i Catalogue of Life.